# Strumica
 Ovo je glavno značenje pojma Strumica. Za druga značenja pogledajte Strumica (razdvojba).
Strumica (makedonski: Струмица, grčki: Στρούμιτσα ili Στρώμνιτσα, turski: Ustrumca) grad je na jugoistoku Sjeverne Makedonije, blizu graničnog prijelaza s Bugarskom (Novo Selo – Petrič). Sjedište je istoimene općine Strumica. Grad nosi ime po rijeci Strumici, koja teče kroz njega.

## Porijeklo toponima
Naselje se prvi put spominje u spisima iz 2. stoljeća pr. Kr. pod grčkim imenom Astraîon. U rimsko je doba poznato po nazivu Tiveriopolis.
Današnje ime Strumica slavenskog je porijekla. Grčko ime Στρωμνιτσα (Stròmnitsa) rabilo se za bizantinske uprave, dok se za Otomanskog carstva naselje zvalo Ustrumca.

## Povijest
Strumica je u 9. stoljeću potpala pod vlast Prvog bugarskog carstva, koja je trajala do 1014. godine. Nakon bitke kod Kleidona, ponovno je pod vlašću Bizanta. Godine 1395. zauzeli su je Turci, pod čijom je vlašću ostala sve do Balkanskih ratova. 
Po statistikama Otomanskog carstva iz 1873. godine Strumica je imala 2400 domaćinstava s 3300 muslimana i 3120 slavenskih kršćana.
U Strumici je 1895. Hristo Tatarčev jedan od povijesnih vođa VMRO-a osnovao revolucionarni odbor VMRO-a. Godine 1897. Strumica je došla pod upravu novoustanovljene Bugarske pravoslavne crkve – Bugarskog Egzarhata.  Popis stanovništva izvršen tri godine poslije pokazao je uspješnost djelovana Egzarhata, jer se stanovništvo izjasnilo ovako:  6100 Bugara, 3100 Turaka i 700 Židova.
Za vrijeme Prvog balkanskog rata grad je oslobođen od Turaka i sljedećih šest godina bio je u sastavu Bugarske.
Nakon Bugarskog poraza u Prvom svjetskom ratu, i potpisivanja Mirovnog ugovora iz Neuillya 1919., Bugarska je bila prisiljena ustupiti Strumicu ( i okolicu) novoustanovljenoj Kraljevini SHS kasnijoj Jugoslaviji. Bugari su okupirali Strumicu i za Drugog svjetskog rata.
Od 1944. Strumicu su oslobodili partizani i nakon toga se nalazi u sastavu Jugoslavije sve do 1991. kada postaje dijelom novoustanovljene Republike Makedonije.
Današnja Strumica jedan je od najznačajnijih makedonskih gradova.

## Gradske znamenitosti
- Manastir sv. Bogorodice Veljuse (osnovan 1080.)
- Crkva Sv.Leontija u selu Vodača
- Džamija Orta
- Crkva četrdeset svetih mučenika iz Sebastea
- Carevi kuli (Strumičko Kale)
- Strumin grob kod sela Banica
- Rimsko termalno kupalište Bansko iz III. i IV. st.
- Gradište (Bansko) – ostatci utvrde

## Gospodarstvo
Strumica je centar bogatog poljoprivrednog kraja. U gradu je razvijena industrija, rade dvije tekstilne tvornice (dd Edinstvo i dd Geras Cunev) tvornica sanitarne keramike Sankeram, Vinarija, pored grada je rudnik kalcij karbonata.

## Stanovništvo
Po popisu iz 2002. nacionalni sastav stanovništva u gradu bio je:
- Makedonci – 32.075
- Turci – 2642
- Srbi – 157
- Romi – 130
- Ostali – 307

## Poznati sugrađani
- Ksente Bogoev (1919. – 2008.), makedonski i jugoslavenski ekonomist i političar
- Dušan Džamonja (1928. – 2009.), hrvatski kipar
- Goran Pandev (* 1983.), sjevernomakedonski nogometaš
- Baba Vanga (1911. – 1996.), bugarska proročica
- Boris Trajkovski (1956. – 2004.), bivši makedonski predsjednik

## Zbratimljeni gradovi
- Reykjavík, Island

## Vanjske poveznice
- Službene stranice Strumice
- Osnovne informacije o gradu Strumici